# Гардінер (Мен)
Гардінер (англ. Gardiner) — місто (англ. city) в США, в окрузі Кеннебек штату Мен. Населення — 5961 особа (2020).

## Географія
Гардінер розташований за координатами 44°11′42″ пн. ш. 69°47′38″ зх. д. / 44.19500° пн. ш. 69.79389° зх. д. (44.195062, -69.793915).  За даними Бюро перепису населення США в 2010 році місто мало площу 42,91 км², з яких 40,54 км² — суходіл та 2,37 км² — водойми.

## Демографія
Згідно з переписом 2010 року, у місті мешкало 5800 осіб у 2487 домогосподарствах у складі 1550 родин. Густота населення становила 135 осіб/км².  Було 2778 помешкань (65/км²).
Расовий склад населення:
| - 95,4 % — білих - 0,7 % — корінних американців - 0,7 % — азіатів - 0,3 % — чорних або афроамериканців |

До двох чи більше рас належало 2,5 %. Частка іспаномовних становила 1,0 % від усіх жителів.
За віковим діапазоном населення розподілялося таким чином: 21,7 % — особи молодші 18 років, 63,9 % — особи у віці 18—64 років, 14,4 % — особи у віці 65 років та старші. Медіана віку мешканця становила 40,9 року. На 100 осіб жіночої статі у місті припадало 95,2 чоловіків;  на 100 жінок у віці від 18 років та старших — 92,5 чоловіків також старших 18 років.
Середній дохід на одне домашнє господарство  становив 58 981 долар США (медіана — 49 236), а середній дохід на одну сім'ю — 64 686 доларів (медіана — 60 000). Медіана доходів становила 41 446 доларів для чоловіків та 33 188 доларів для жінок. За межею бідності перебувало 17,8 % осіб, у тому числі 23,5 % дітей у віці до 18 років та 13,2 % осіб у віці 65 років та старших.
Цивільне працевлаштоване населення становило 2900 осіб. Основні галузі зайнятості: освіта, охорона здоров'я та соціальна допомога — 26,3 %, роздрібна торгівля — 13,0 %, науковці, спеціалісти, менеджери — 11,2 %, публічна адміністрація — 10,4 %.